# Veronika Malá
Veronika Malá (Písek, 1994. május 6. –) cseh válogatott kézilabdázó. A német SG BBM Bietigheim játékosa.

## Pályafutása

### Klubcsapatokban
Malá a Sokol Písek csapatában kezdett kézilabdázni. 2015-ben lett az élvonalbeli Slavia Praha játékosa és a szezon végén megválasztották az év legjobb fiatal játékosának. 2016-ban igazolt az EHF-kupa-résztvevő német VfL Oldenburghoz. Egy év után távozott a szintén EHF-kupában induló francia Paris 92-höz. 2021-től a SG BBM Bietigheim játékosa. Ezzel a csapattal megnyerte az Európa-ligát, illetve a német bajnokságot is.

### A válogatottban
Tagja volt a cseh utánpótlásválogatottaknak, a felnőtt csapatban 2014-ben mutatkozhatott be. Első világversenye a 2016-os Európa-bajnokság volt, amelyen 32 gólt szerzett.

## Sikerei, díjai
- EHF-Európa-liga-győztes: 2022
- Német bajnok: 2022, 2023